# El hijo pródigo
El hijo pródigo är ett studioalbumet av det spanska progressiva power metal-bandet Avalanch. Det släpptes 2005 av skivbolaget Xana Records.

## Låtlista
1. "Alas de cristal" – 4:13
2. "Semilla de rencor" – 4:35
3. "Aún respiro" – 4:00
4. "La cara oculta de la luna" – 5:53
5. Tu fuego en mí" – 3:43
6. Papel roto" – 4:03
7. Mar de lágrimas" – 3:47
8. "Un paso más" – 5:40
9. "Lágrimas negras" – 3:51
10. "El hijo pródigo" – 4:02

Bonusspår på digipak-utgåvan
1. "Volviendo a casa" – 2:11

Text & musik: Alberto Rionda

## Medverkande
Musiker (Avalanch-medlemmar)
- Alberto Rionda – sologitarr
- Ramón Lage – sång
- Dany León – rytmgitarr
- Francisco Fidalgo – basgitarr
- Marco Álvarez – trummor
- Roberto Junquera – keyboard

Produktion
- Alberto Rionda – producent, ljudtekniker, ljudmix, mastering
- Marco Álvarez, Gerardo Gil – ljudtekniker
- Jorge Otero – ljudmix